# Estación de La Melgosa
La Melgosa es un antiguo apeadero ferroviario situado en la localidad de La Melgosa, perteneciente al municipio de Cuenca, en la provincia de Cuenca, comunidad autónoma de Castilla-La Mancha. En la actualidad se encuentra clausurada y no ofrece servicios ferroviarios.

## Situación ferroviaria
La estación se encuentra en el punto kilométrico 157,680 de la línea férrea que une Aranjuez con Valencia, entre las estaciones de Cuenca y la de Los Palancares, a 945 metros de altitud. El tramo es de vía única y está sin electrificar.

## Historia
La estación fue abierta al tráfico el 25 de octubre de 1938, de la mano de MZA, al abrirse el tramo de 44,982 km entre las estaciones de Cuenca y Arguisuelas, faltando por abrir al tráfico ferroviario el tramo entre las estaciones de Arguisuelas y Camporrobles, de 47,066 km, a cuya finalización se pudo inaugurar oficialmente la línea el 25 de noviembre de 1947 una vez que se completaron los trabajos entre Cuenca y Utiel bajo el mando de RENFE.
Sin embargo, poco tenía que ver la nueva compañía estatal en una línea que se había gestado mucho antes y que la difícil orografía y la Guerra Civil se encargaron de retrasar. La infraestructura se enmarcó dentro de la línea Cuenca-Utiel que buscaba unir el trazado Madrid-Aranjuez-Cuenca con el Utiel-Valencia para crear lo que su época se conoció como el ferrocarril directo de Madrid a Valencia. Inicialmente adjudicada a la Constructora Bernal, las obras fueron finalmente iniciadas en 1926 por la empresa Cesaraugusta S.A. quien compró los derechos a la anterior. La Guerra Civil marcó la rescisión del contrato en 1936 y la apertura parcial de algunos tramos más con fines militares que civiles. Concluido el conflicto una nueva constructora llamada ABC remataría la obra incluyendo algunos viaductos especialmente complejos hasta la inauguración total de línea por parte del general Franco el 26 de noviembre de 1947. El edificio de viajeros fue cedido por Adif en 2017 a la Diputación Provincial de Cuenca para su rehabilitación.

## La estación

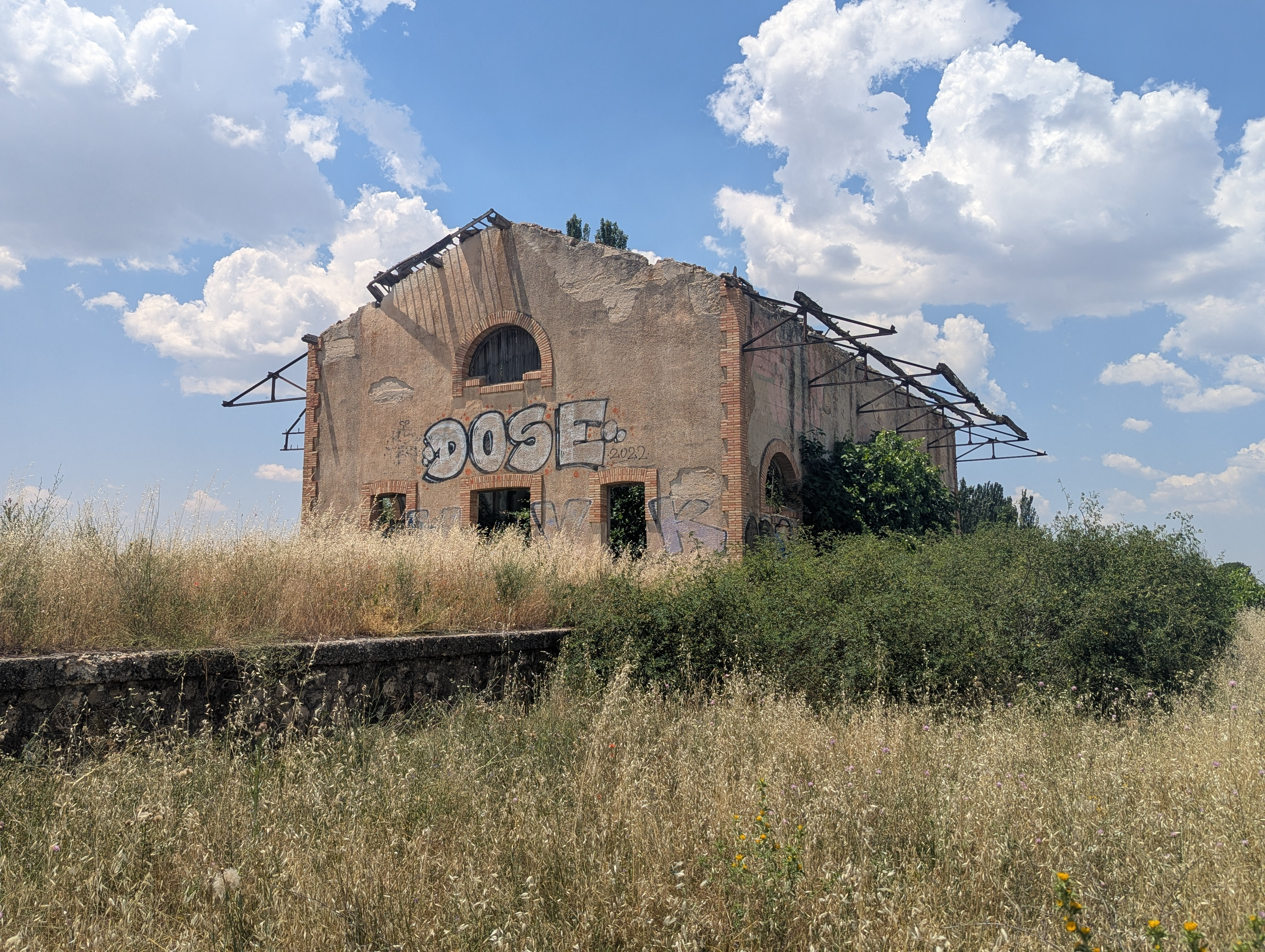
Muelle de carga

Se sitúa al noroeste de la población, una vez cruzado el Río Moscas, en un desvío no acondicionado de la carretera  N-420 , a escasos metros de ésta. Entre la estación de La Melgosa y la de Los Palancares está el túnel nº3 de la línea (Túnel de Palancares) de 2302 metros de longitud, siendo el más largo de la línea, La velocidad máxima del tramo Cuenca-Utiel es de 60 km/h. 
El edificio de viajeros fue proyectada por uno de los referentes de la arquitectura moderna del siglo XX, Secundino Zuazo, en la década de 1920. Se compone de un cuerpo principal de planta rectangular y dos alturas y un torreón anexo con tres alturas que sobresale con un mirador de una planta en la fachada abierta a las vías del tren. En planta baja se realizaban los servicios propios de la estación ferroviaria, existiendo un núcleo de escaleras que comunicaba con una planta primera en la que se disponía una vivienda para el alojamiento del personal de la estación. El proyecto original del apeadero es idéntico a los del resto de apeaderos de la línea Cuenca-Utiel, si bien en este caso el inmueble presenta una variante conformada por un revestimiento exterior con aplacado de piedra caliza irregular.
El edificio de viajeros, así como un paso elevado en las inmediaciones, fueron catalogados por Adif como bien inmueble protegido, lo que no impidió el deterioro de dicho edificio. La licitación para el uso de la estación como centro cultural quedó desierta en abril de 2019 por falta de ofertas. 
La estación se halla dada de baja como dependencia de la línea y el edificio de viajeros está catalogado por Adif como bien inmueble protegido.